# Boeni Bambao
Pour les articles homonymes, voir Bambao.
Boeni Bambao ou Boeni ya Bambao est une ville de l'union des Comores, située sur l'île de Grande Comore. En 2012, sa population est estimée à 2 077 habitants